# 2013 en Ontario
Chronologie de l'Ontario
- 2009
- 2010
- 2011
- 2012
- 2013
- 2014
- 2015
- 2016
- 2017

Cette page concerne des événements d'actualité qui se sont produits durant l'année 2013 dans la province canadienne de l'Ontario.

## Politique

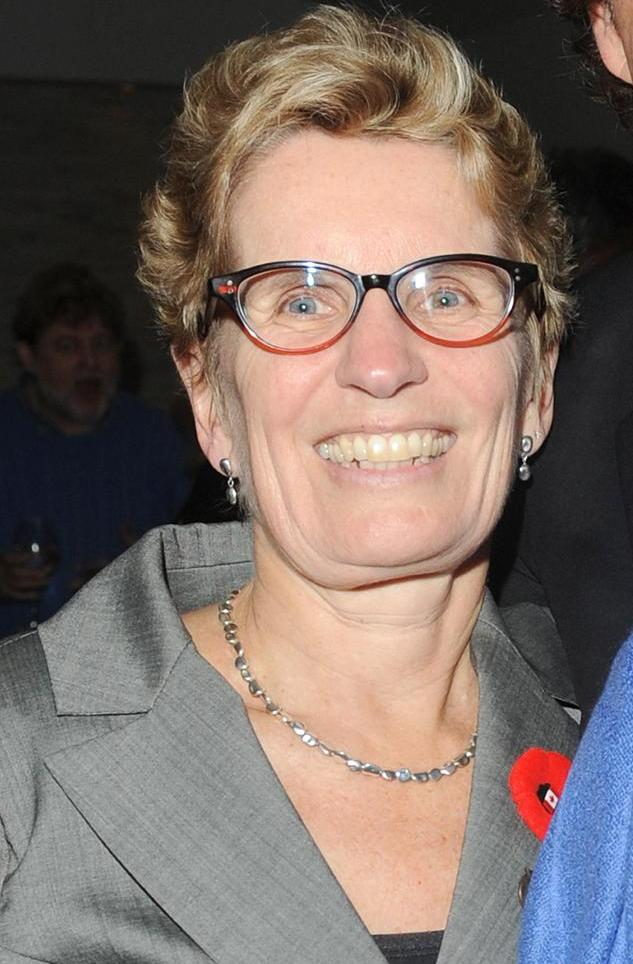
Kathleen Wynne, ministre de l'Ontario

- Premier ministre : Dalton McGuinty puis Kathleen Wynne du parti libéral de l'Ontario.
- Chef de l'Opposition : Tim Hudak
- Lieutenant-gouverneur : David Onley
- Législature : 40e

## Événements

### Février
- Lundi 11 février : Kathleen Wynne est assermentée première ministre de l'Ontario. Elle avait gagné son élection à la chefferie libérale (en). Elle devient la première femme première ministre en Ontario et la première homosexuelle à être gouverner dans une province canadienne. Pour la première fois dans l'histoire canadienne que six provinces ou territoires ont simultanément des femmes premières ministres.

### Août
- 1er août : cinq élections partielles sont tenues pour combler les sièges laissés vacants à la suite de démissions libérales. Les Néo-démocrates s'emparent de London-Ouest ainsi que de Windsor-Tecumseh, les Progressiste-conservateurs gagnent Etobicoke—Lakeshore, et les Libéraux gardent Ottawa-Sud et Scarborough—Guildwood.

### Décembre
- Vendredi 13 décembre : le député de Thunder Bay-Superior-Nord Bruce Hyer, qui avait quitté le NPD en 2012 pour siéger comme indépendant, décide de se joindre au Parti vert du Canada. Cela porte à deux le nombre de sièges du Parti vert au Parlement d'Ottawa. C'est une première dans l'histoire de ce parti[1] ;

## Décès
- Mercredi 2 janvier : Wren Blair, entraîneur et dirigeant de hockey sur glace (° 2 octobre 1925).
- Samedi 5 janvier : Joseph-Aurèle Plourde, archevêque d'Ottawa (° 12 janvier 1915).
- Dimanche 4 janvier : Murray Henderson (en), joueur de hockey sur glace (° 5 septembre 1921).
- Samedi 12 janvier : Chuck Dalton, joueur de basket-ball (° 1er septembre 1927).
- Mercredi 30 janvier : Diane Marleau, femme politique, conseiller municipal à Sudbury et députée libérale de la circonscription fédérale de Sudbury (° 21 juin 1943).
- Mercredi 12 février : Marion Bryden, député provincial de Beaches—Woodbine (1975-1990) (° 2 avril 1918).
- Samedi 15 février : John A. MacNaughton, financier (° 6 mars 1945).
- Dimanche 16 février : Claudette Boyer (en), député provincial d'Ottawa-Vanier (1999-2003) (° 9 janvier 1938).
- Mercredi 19 février : Eugene Whelan, député fédéral d'Essex-Sud (1962-1968) et d'Essex (1968-1984) et sénateur (° 11 juillet 1924).
- Dimanche 24 février : Roy Brown Jr. (en), designer automobile et ingénieur (° 30 octobre 1916).
- Lundi 25 février : Herb Epp, député provincial de Waterloo-Nord (1977-1990) et maire de Waterloo (1975-1977, 2003-2006) (° 31 août 1934).
- Dimanche 3 mars : George Wearring, joueur de basket-ball (° 2 juin 1928).
- Lundi 10 mars : Jim Anderson, joueur de hockey sur glace (° 1er septembre 1930).
- Mardi 16 juillet : Alex Colville, peintre (° 24 août 1920).
- Vendredi 16 août : Roy Bonisteel, journaliste, écrivain et animateur de télévision (° 29 mai 1930).
- Dimanche 22 septembre : Dave Nichol (en), producteur de commercialisation Loblaw (° 9 février 1940).
- Mardi 8 octobre : Paul Desmarais (père), homme d'affaires (° 4 janvier 1927).
- Jeudi 5 décembre : John Alan Lee (en), écrivain (° 24 août 1933).